# Alexander Lhotský
Alexander Lhotský (* 20. srpna 1975) je bývalý český hokejový obránce. Většinu kariéry strávil v Kometě Brno. Mezi jeho další působiště patřila Kroměříž, Karviná, Znojmo, Prostějov, Tychy (Polsko), Uničov, Rosice, Žďár nad Sázavou a HC Olomouc.

## Hráčská kariéra
- 1994/1995 HC Haná VTJ Kroměříž (2. liga)
- 1995/1996 SK Karviná (2. liga)

SK Karviná (1. liga)
HC Znojemští Orli (2. liga)
- 1997/1998 IHC Prostějov (1. liga)
- 1998/1999 TTS Tychy (E - Polsko)
- 1999/2000 HC Uničov (2. liga)

HC Prostějov (1. liga)
- 2000/2001 HC Senators Rosice (1. liga)
- 2001/2002 HC Senators Žďár nad Sázavou (1. liga)
- 2002/2003 HC Senators Žďár nad Sázavou (1. liga)
- 2003/2004 HC Kometa Brno (1. liga)
- 2004/2005 HC Kometa Brno (1. liga)
- 2005/2006 HC Kometa Brno (1. liga)
- 2006/2007 HC Kometa Brno (1. liga)
- 2007/2008 HC Kometa Brno (1. liga)
- 2008/2009 HC Kometa Brno (1. liga)
- 2009/2010 HC Kometa Brno (E) - poslán na hostování do HC Olomouc (1. liga)
- 2010/2011 HC Olomouc (1. liga)